# Startas

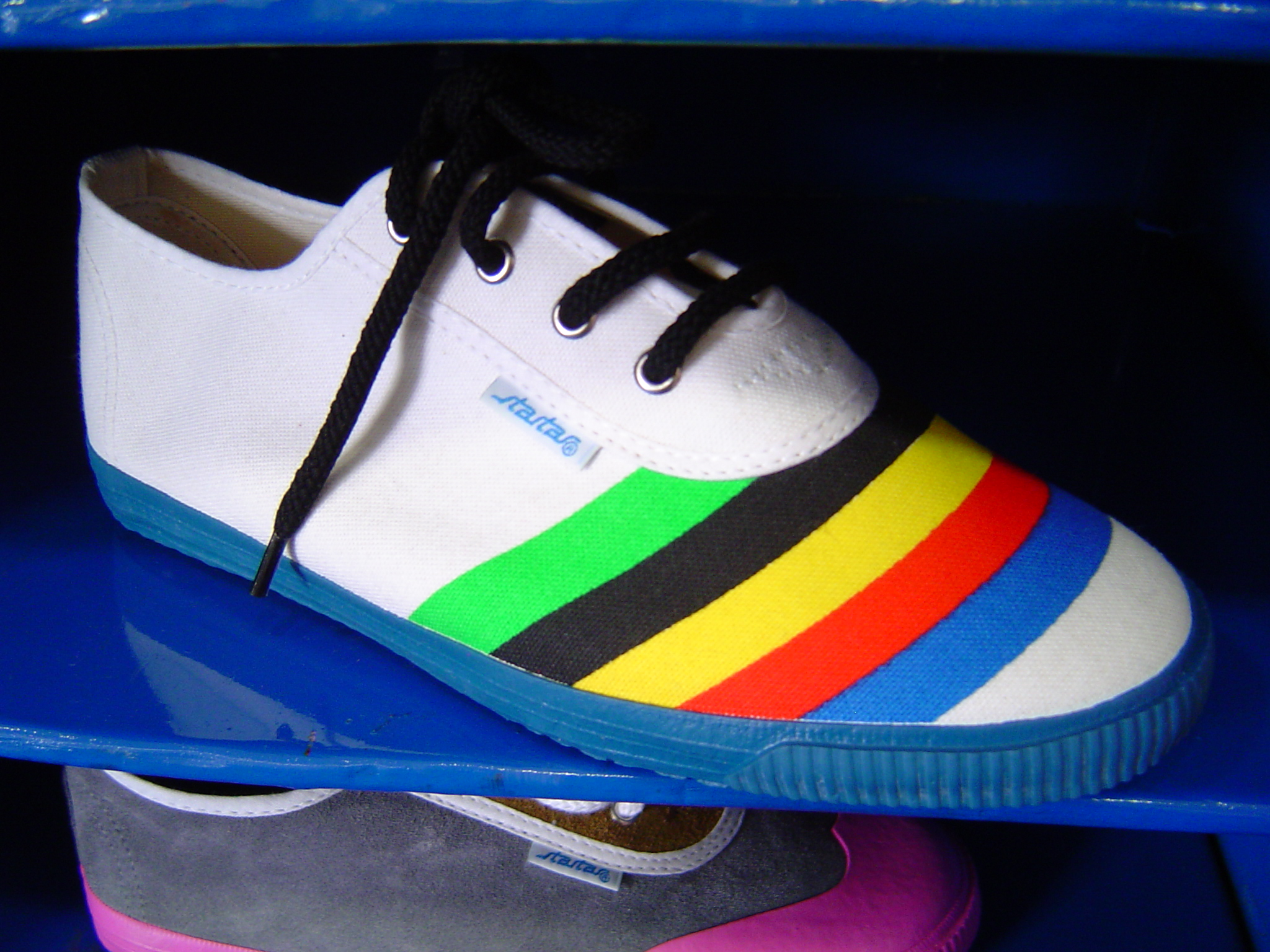
Startas Sportschuh

Startas ist die Marke einer Turnschuhsorte, die seit 1976 von der kroatischen Firma Borovo hergestellt wird. 
Futter- und Obermaterial bestehen aus Canvas. Die Sohle und Innensohle sind aus Naturkautschuk. Die Schuhe werden vulkanisiert; die Sohle wird mit dem Rest des Schuhs verschmolzen. 

## Geschichte
Startas wurde 1976 von Borovo als Tischtennisschuh auf den Markt gebracht und wurde von Kindern im Sportunterricht getragen. Im Zuge der Jugo-Nostalgie wurden sie zur Kultmarke. 1987 wurde Startas offizieller Sponsor der Universiade in Zagreb, an der 4.000 Athleten aus mehr als 120 Ländern teilnahmen. Startas erreichte seinen Höhepunkt im selben Jahr mit einem Verkauf von fünf Millionen Paar Schuhen. Während der Jugoslawienkriege in den 1990er Jahren wurde die Produktion vorübergehend auf ein Minimum reduziert. In den 2000er Jahren legte Borovo mit der Hilfe des kroatischen Designers Mauro Massarotto den Schuh neu auf. 2008 wurde der Schuh mit einem kroatischen Design-Preis geehrt, seitdem ist er auch weltweit erhältlich. 2016 wurden Startas-Schuhe in der amerikanischen Vogue erwähnt.